# Petrus Abaelardus
Petrus Abaelardus oder kurz Abaelard, latinisiert aus Pierre Abaillard (* 1079 in Le Pallet bei Nantes; † 21. April 1142 in Saint-Marcel bei Chalon-sur-Saône), war ein französischer Theologe und Philosoph des Mittelalters. Als bedeutender Vertreter der Frühscholastik lehrte er unter anderem in Paris Theologie, Logik und Dialektik. Er wurde jedoch nie unter die heiliggesprochenen Kirchenlehrer eingereiht. In Anspielung auf seine Herkunft aus Le Pallet (lateinisch Palatium) und sein Metier gab ihm sein Zeitgenosse Johannes von Salisbury den Beinamen Peripateticus palatinus („Peripatetiker aus Le Pallet“). Petrus Venerabilis nannte ihn in seinem zweiten Epitaph den „Sokrates der Gallier“ (Gallorum Socrates).

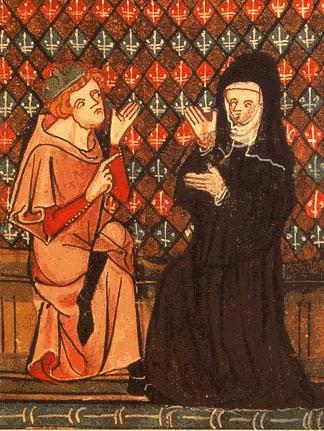
Abaelardus und Heloïse in einer Handschrift des Roman de la Rose, Chantilly, musée Condé (14. Jh.)

Abaelard vertrat viele Jahrhunderte vor der Aufklärung den Vorrang der Vernunft nicht nur in der Philosophie, sondern auch in Glaubensfragen. Durch diese und andere kontroverse Lehren, aber auch wegen der Liebesaffäre mit seiner Schülerin Heloisa, geriet er in zahlreiche Konflikte. Neben dem umfangreichen Briefwechsel zwischen beiden sind seine theologischen Dispute unter anderem mit Bernhard von Clairvaux interessant.

## Leben

### Frühe Jahre
Abaelard wurde 1079 in Le Pallet im Südosten von Nantes als Sohn des Ritters Berengar geboren. Er verzichtete auf sein Erbe, um sich ganz der Wissenschaft widmen zu können, und wurde darin von seinem Vater unterstützt. Zunächst studierte er bei Roscelin von Compiègne in Loches, Angers und Tours und später bei Wilhelm von Champeaux, der den renommiertesten Dialektik-Lehrstuhl, den von Paris, innehatte. Dort hatte Abaelard großen Erfolg, indem es ihm in mehreren Disputationen gelang, seinen Lehrer in Widersprüche zu verwickeln. Daraufhin brach Wilhelm mit ihm. Abaelard wollte seine eigenen Vorlesungen halten und gründete um 1102 in Melun eine eigene Schule, die sich rasch einen guten Ruf erwarb und später nach Corbeil verlegt wurde. Die Jahre 1105 bis 1108 verbrachte Abaelard aufgrund einer Krankheit bei seiner Familie in der Bretagne, vermutlich aber auch, weil Wilhelm von Champeaux sich mit Erfolg gegen Abaelards Schule eingesetzt hatte.
Mit der Erlaubnis durch Wilhelms Stellvertreter konnte Abaelard zwar ab 1108 wieder in Paris lehren, er musste sich aber bald auf Druck Wilhelms erneut nach Melun, dann auf den Montagne Sainte-Geneviève (den Berg der Heiligen Genoveva) vor den Toren von Paris zurückziehen. Unterstützung erhielt Abaelard in dieser Zeit von einem einflussreichen königlichen Kanzler, Stephan von Garlande. Aus dieser Zeit wird berichtet, dass Abaelard in einer Disputation von Goswin von Anchin, einem seiner Schüler, besiegt wurde. Im Jahr 1113 studierte Abaelard Theologie bei Anselm von Laon, den er bald ebenso herausforderte und mit eigenen Vorlesungen an Beliebtheit übertraf. Anselm untersagte ihm die weitere Lehre; 1114 konnte Abaelard jedoch in Paris Logik und Theologie unterrichten.
Dort wurde er um 1116/17 Hauslehrer von Heloisa, einer begabten jungen Frau, zu der er bald eine Liebesbeziehung aufbaute. Ihr Onkel und Vormund, der Kanoniker Fulbert, bemerkte die Beziehung erst, als Heloisa bereits schwanger war. Sie flüchtete auf Geheiß Abaelards zu dessen Familie nach Le Pallet, wo sie ca. 1118 einen Sohn zur Welt brachte, der den Namen Astralabius erhielt. Abaelard bemühte sich inzwischen um einen Ausgleich mit Fulbert. Obwohl Heloisa mit Blick auf Abaelards Reputation als Gelehrter entschieden dagegen war, wollte Abaelard sich mit ihr vermählen, vorausgesetzt, die Ehe bliebe geheim. Fulbert willigte ein, setzte jedoch Heloisa, die von Abaelard nicht lassen wollte, zunehmend unter Druck. Heloisa wurde darauf auf Anordnung Abaelards Nonne im Kloster Argenteuil. Fulbert betrachtete dies als Versuch Abaelards, sich seiner Verpflichtung zur Eheschließung zu entziehen. Zutiefst gekränkt und voller Zorn ließ Fulbert Abaelard überfallen und entmannen.

### Laufbahn als Mönch
Gedemütigt trat Abaelard alsbald als Mönch in die Abtei Saint-Denis ein. Er trug sich mit dem Gedanken, an den Heiligen Stuhl zu appellieren, doch sein Landsmann Fulko, Prior von Deuil, riet ihm dringend davon ab. Abaelards Ruf war nach wie vor groß, und er konnte nach kurzer Zeit wieder Vorlesungen halten. Dies brachte ihm jedoch die Feindschaft seiner Mitbrüder ein und führte auch zu Anfeindungen anderer Gegner, was schließlich auf dem Konzil von Soissons im Jahr 1121 dazu führte, dass Abaelard seine Schrift Theologia Summi Boni eigenhändig verbrennen musste.
Durch einen Streit um die Identität des Klosterpatrons von Saint-Denis machte er sich auch dort Feinde. Er begab sich nun in die trockene Champagne und gründete südlich von Nogent-sur-Seine, am Flüsschen Ardusson, eine Einsiedelei mit einem Oratorium, welches er dem Parakleten, d. h. dem „Tröster“, dem Heiligen Geist, weihte. Dorthin folgten ihm alsbald viele Studenten, um sich weiter von ihm unterrichten zu lassen.
Um sich den Anfeindungen und wohl auch dem Krieg in der Champagne zu entziehen, ließ sich Abaelard um 1127 zum Abt des abgelegenen Klosters Saint-Gildas-en-Rhuys in der Bretagne wählen. Die Umstände dieser Wahl sind ungeklärt. Die Nonnen von Argenteuil unter Heloisa, die inzwischen Priorin geworden war, wurden zur selben Zeit von Abt Suger von Saint-Denis aus ihrem Kloster vertrieben. Abaelard schenkte ihnen das Paraklet-Kloster und betreute sie in der Folge geistlich, indem er für sie Hymnen, Predigten und eine Ordensregel verfasste. Seine Versuche, in Saint-Gildas die einem Kloster angemessene Ordnung durchzusetzen, brachten die dortigen Mönche gegen ihn auf und führten zu mehreren Attentaten auf ihn.

### Letzte Jahre
Abaelard gab schließlich das Klosterleben auf und kehrte um 1133 als Lehrer auf den Berg der Heiligen Genoveva bei Paris zurück. Allerdings lehrte er diesmal nicht am Stift selbst, sondern an der Kirche Saint-Hilaire, die zum kleinen Kanonikerstift Saint-Marcel bei Paris gehörte. Saint-Hilaire stand unter der Observanz des Bischofs von Paris, Stephan von Senlis, der damals jedoch krankheitsbedingt nicht mehr in der Lage war, sein Amt aktiv auszuüben, so dass Abaelard bei Saint-Hilaire – eventuell unter der Ägide Gilberts Porreta – relativ ungestört lehren konnte. Stephan von Garlande, der mittlerweile seine Ämter am Hofe verloren hatte, scheint zu diesem Zeitpunkt die Unterstützung Abaelards aufgegeben zu haben.
Zurück auf der wissenschaftlichen Bühne, gelang Abaelard ein grandioses Comeback: Schüler aus aller Welt suchten ihn auf, darunter so berühmte Leute wie Otto von Freising, Guido von Città di Castello (der spätere Papst Coelestin II.), Hyazinth Bobo (der spätere Papst Coelestin III.), Rolando Bandinelli (der spätere Papst Alexander III.), Johannes von Salisbury oder Petrus Cellensis. Abaelard las aus seinen Werken, vornehmlich aus seiner Ethica und seiner Theologia Scholarium, verfasste aber auch neue, unter anderem einen umfangreichen Kommentar zum Römerbrief.
Die Rückkehr Abaelards machte aber auch den Zisterzienserabt Bernhard von Clairvaux aufmerksam, der einige Lehren des Abaelard als häretisch verwarf. Nachdem verschiedene Ausgleichsversuche gescheitert waren, klagte Bernhard Abaelard vor dem Konzil von Sens (25. Mai 1141) der Häresie an. Das Verfahren – und eine in Aussicht gestellte Disputation – scheiterte am Auszug Abaelards. Abaelard appellierte an Papst Innozenz II., der ihn jedoch am 16. Juni 1141 zu Klosterhaft und ewigem Schweigen verurteilte, zusammen mit Arnold von Brescia, der kurz zuvor zu Abaelard gestoßen war. Abaelards Werke wurden öffentlich in Rom verbrannt.

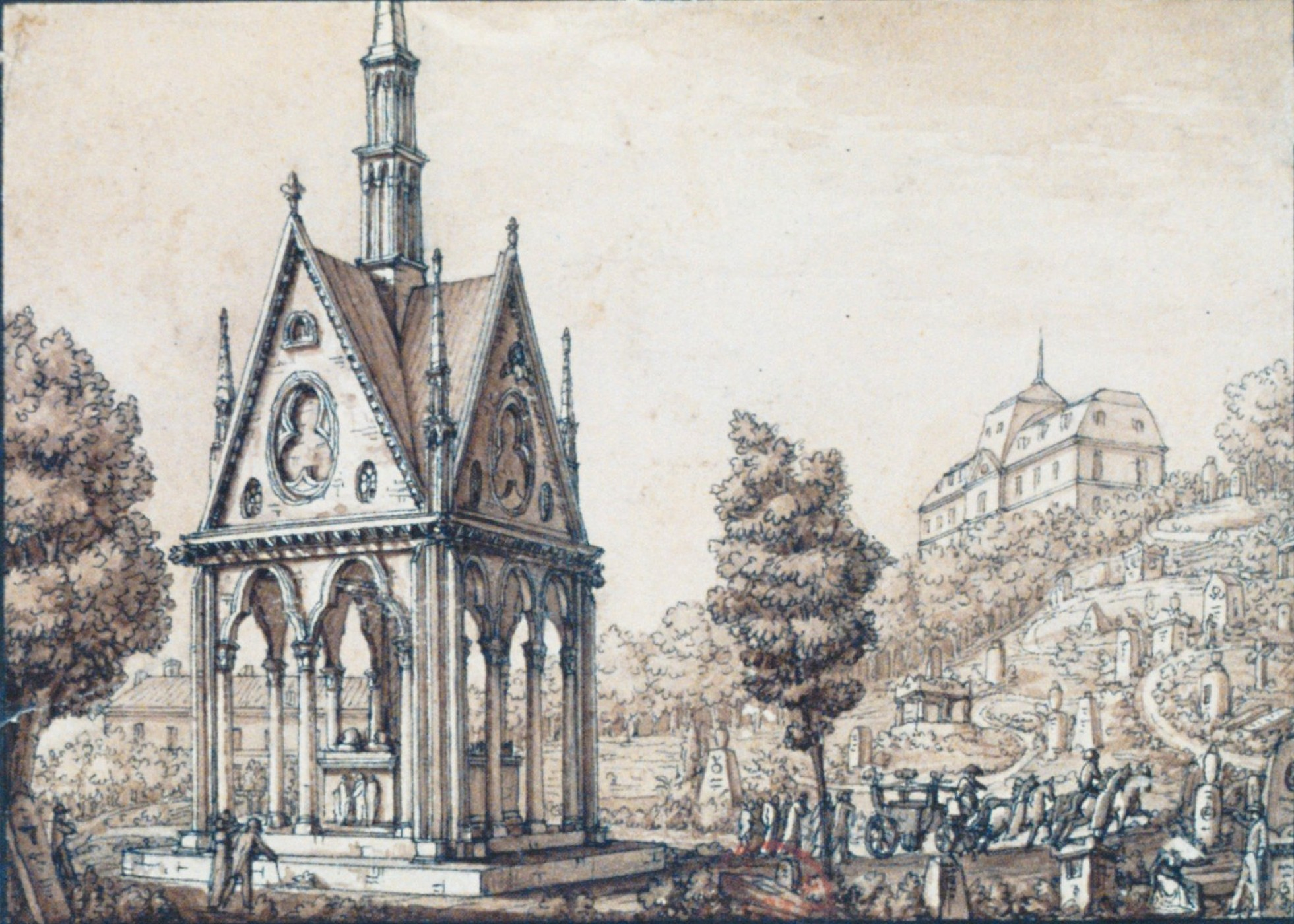
Das Grabmal von Heloise und Abaelard auf dem Friedhof Père-Lachaise, Zeichnung aus dem 19. Jahrhundert

Ob sich Abaelard in Rom noch persönlich verteidigen wollte, bleibt ungewiss. Eine Erkrankung zwang ihn dazu, im Kloster Cluny unter der Obhut des Freundes und Großabts Petrus Venerabilis Zuflucht zu suchen. Dieser erreichte noch eine formelle Aussöhnung zwischen Abaelard und Bernhard von Clairvaux, wonach Abaelard im Konvent von Cluny verbleiben konnte. Abaelard verbrachte die letzten Monate bis zu seinem Tod am 21. April 1142 im Cluniazenserpriorat Saint-Marcel bei Chalon-sur-Saône, einer Gründung des angevinischen Grafen Gottfried Graumantel, der um 985 auch die ehemalige Heimstatt Peter Abaelards, den Donjon von Le Pallet, gegründet hatte.
Auf Heloisas Bitten hin wurde Abaelards Leichnam ins Paraklet-Kloster überführt. Nach ihrem Wunsch wurde sie nach ihrem Tod im Jahr 1164 neben Abaelard bestattet. Beider Leichname wurden in den folgenden Jahrhunderten innerhalb des Klosters mehrfach umgebettet. Während der Französischen Revolution wurde das Kloster aufgehoben. Die sterblichen Überreste des Paares wurden nach Paris verbracht, wo sie seit 1817 auf dem Friedhof Père-Lachaise ruhen.

## Schriften
Abaelard hat eine Darstellung seines Lebens bis zu seiner Zeit in St. Gildas verfasst, die Historia Calamitatum (Leidensgeschichte), deren Authentizität nach langen Kontroversen inzwischen weithin als sicher gilt. Dasselbe gilt mit auch für den Briefwechsel zwischen Abaelard und Heloisa, der in der älteren Forschung auch als alleiniges Werk von Abaelard oder aber als spätere Fälschung betrachtet wurde.
Die logischen Abhandlungen von Abaelard kommentieren die Logik von Aristoteles, Porphyrios und des Aristotelesübersetzers Boethius, in vielen Fällen mehrfach: Abaelard, für den die Logik die Führerin des Wissens und der Philosophie überhaupt war, schrieb sowohl erklärende Einführungen für Anfänger (Introductiones parvulorum) als auch diskutierende und eigene Beiträge zu Problemen der Logik (Logica Ingredientibus, Logica Nostrorum petitioni sociorum). Sein Hauptwerk zur Logik, die Dialectica, befasst sich unter anderem auch mit Physik, die zu untersuchen hat, ob die Natur des Dinges dem Ausdruck (enuntiationi) entspricht. Insbesondere hatte Logik für Abaelard die Aufgabe, den richtigen Gebrauch der Wörter zu untersuchen.

### Abaelards Position im Universalienstreit
Im Universalienstreit hatte Abaelard die konträren Positionen bei seinen Lehrern, zunächst den radikalen Nominalismus bei Roscelin und danach den entschiedenen Realismus bei Wilhelm von Champeaux kennengelernt. Abaelard rückte bei seiner Untersuchung dieser Frage in seinen Schriften Logica Ingredientibus und Logica Nostrorum Petitioni Sociorum neben dem rein ontologischen Aspekt auch die sprachlogische Perspektive in den Vordergrund. Zunächst kritisierte er die vorhandenen Argumente. Für ihn konnten die Universalien nicht jeweils eine einheitliche Entität sein, weil sie nicht verschiedenen, getrennten Dingen zugleich innewohnen können. Auch konnte das Universale nicht etwas Zusammengefasstes sein, weil das Einzelne dann das Ganze enthalten müsse. Ebenso wies er die These zurück, Universalien seien zugleich individuell und universell, da der Begriff der Individualität als Eigenschaft des Universellen dann durch sich selbst widersprüchlich definiert würde. So können z. B. Begriffe wie „Lebewesen“ nicht existieren, weil diese nicht zugleich vernunftbegabt („Mensch“) und nicht-vernunftbegabt („Tiere“) sein könnten. Vielmehr entwirft ein universaler Begriff nur ein verwischtes Bild vieler Gegenstände und bezeichnet das mehreren Individuellen Gemeinsame ohne klare Unterscheidung des Individuellen; er fasst nur Ähnliches im Denken zusammen (Logica Ingredientibus 21,27-32).
Da die Argumente für die Realität der Allgemeinbegriffe nicht zu einem haltbaren Ergebnis führten, schloss Abaelard, dass die Universalien Wörter (vox universalis) sind, die vom Menschen zur Bezeichnung festgelegt werden. Soweit sie sich auf sinnlich konkret Wahrnehmbares beziehen, sah Abaelard in ihnen nur Benennungen, also uneigentliche Universalien (appelatio), die entstehen, indem von allen anderen unzähligen Bestimmtheiten einer Sache abgesehen und nur eine beachtet wird – heute würde man sagen: durch selektive Aufmerksamkeit. Nur soweit sich die Universalien auf sinnlich nicht Wahrgenommenes beziehen, handelt es sich um echte Allgemeinbegriffe (significatio). Solche Begriffe werden vom Menschen konzipiert, um das Gemeinsame und nicht Unterscheidende verschiedener gleichartiger Gegenstände zu bezeichnen. Die Erkenntnis hierüber entsteht nicht durch körperliche Sinneswahrnehmung (sensus), sondern durch gedankliches Begreifen (intellectus) der Seele, indem der Geist (animus) eine Ähnlichkeit (similitudo) herstellt. Stoff und Form existieren verbunden und werden nur durch die 'Einbildungskraft' (imaginatio) der Vernunft (ratio) im Wege der Abstraktion (forma communis) getrennt. Universalien sind damit weder „vor den Dingen“ (Realismus) noch „nach den Dingen“ als Bezeichnungen (Nominalismus), sondern rein im Verstand als Abstraktion der einzelnen Dinge entstanden. Sie liegen damit „in den Dingen“ (in rebus). Das Wort als Naturlaut (vox) ist Bestandteil der Schöpfung. Das Wort aber als Sinn (sermo) ist eine menschliche Einrichtung (institutio). Dadurch, dass Allgemeinbegriffe eine eigene Bedeutung haben, stehen sie zwischen den realen Dingen (res) und den reinen gedanklichen Bezeichnungen (ficta). Universalien sind zwar semantisch existent (mental wirklich). Allerdings kann auch etwas vorgestellt werden, das nicht mit dem Status einer existierenden Sache übereinstimmt. In diesem Sinne unterscheidet Abaelard das Sein einer realen Sache (subsistentia) von bloßen Gedankendingen (esse in opinione). Die Subsistenz der Universalien besteht also nur im übertragenen Sinn (in figurato sensu).
Diese Position Abaelards wurde später als Konzeptualismus bezeichnet. Ein klassisches Beispiel Abaelards ist „Der Name der Rose“, der sich zwar auf keinen Gegenstand mehr bezieht, wenn es keine Rosen mehr gibt, aber dennoch seine Bedeutung behält.

### Abaelards neue Methode
Ein wichtiger Schritt zur Auflösung dogmatischer Starrheit in kirchlichen Lehren war Abaelards Schrift Sic et non („Ja und Nein“).
Hier listete er in 158 Abschnitten Widersprüche in den Texten der Kirchenväter (insbesondere Augustinus) sowie in den Texten der Bibel auf, die nur mit Hilfe der Interpretation gelöst werden könnten. Damit wandte er sich gegen die starre Bindung an die Texte der anerkannten Autoritäten, weil erst durch deren Einordnung das argumentative Potenzial des Ausgesagten richtig erfasst werden könne. „Indem wir nämlich zweifeln, gelangen wir zur Untersuchung und durch diese erfassen wir die Wahrheit.“ (Prolog). Dabei forderte Abaelard insbesondere zur textkritischen Analyse auf. Durch seinen systematischen hermeneutischen Ansatz hat er mit dieser Schrift wesentlich zur Entwicklung der scholastischen Methode beigetragen. Der Ausleger der Texte war für Abaelard nicht mehr das „letzte, schwächste Glied der Überlieferungskette“, er sollte sich vielmehr in eigener Verantwortung an einer rationalen Auflösung der unleugbaren Widersprüche versuchen, die Aussagen der Autoritäten selbstständig aussuchen und die Objektivität nicht mehr als „Besitz des die Wahrheit verwaltenden Klerus“ ansehen, sondern als dauernde Aufgabe.

### Ethische Ansichten
In der ethischen Schrift Scito te ipsum – deren Titel „Erkenne dich selbst“ auf den Spruch des Orakels von Delphi verwies – lehrte er, dass nicht äußere soziale Normen und die Handlungen als solche den Maßstab bilden sollten, sondern die innere Haltung des Menschen. Ähnlich wie später Kant vertrat Abaelard die Ansicht, es komme darauf an, welche Absichten man hat, wie der innere Akt der Zustimmung aussehe, ob eine Handlung als sittlich einzuschätzen sei. Nur die Gesinnung sei der rechte Maßstab für das Urteil Gottes. Umgekehrt sei Zustimmung zum Bösen (consensus mali) Sünde, die als Missachtung Gottes zu werten sei. Der Einzelne ist also für sein Heil verantwortlich.

### Theologie

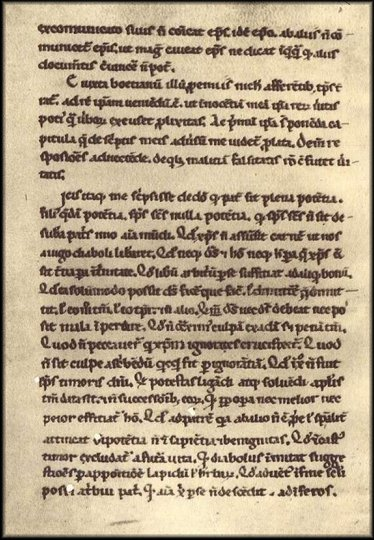
Abaelard, Apologia contra Bernardum, Seite aus Clm. 28363 (12. Jahrhundert)

In seinen theologischen Werken (Theologia Summi Boni, Theologia Christiani und Theologia Scholarum) wandte er sich u. a. gegen die Lehre, dass Gott durch den Kreuzestod dem Teufel die Rechte am Menschen, die dieser aufgrund der Erbsünde erworben habe, wieder abgekauft habe. Die Erbsünde sei nicht Schuld des Einzelnen, sondern nur Folge der Schuld Adams. Vielmehr wollte Gott als Gott der Liebe ein Zeichen setzen, indem er den Menschen durch sein Opfer die Gnade der Erlösung und damit die Chance zu einem Neuanfang gewährte. Abaelard kehrte den Wahlspruch credo ut intelligam (Augustinus, Anselm) um, indem er die Vernunft einsetzte, um zum Glauben zu finden (nihil credendum, nisi prius intellectum – „Nichts ist zu glauben, wenn es nicht zuvor verstanden ist“). So versuchte er aufzuzeigen, wie insbesondere es durch die Bekehrung der Heiden aufgrund von Zeugnissen der Philosophen (speziell Platons Lehre von der Weltseele) gelang, zu zeigen, dass Gott das Weltganze liebend bewegt und als weltbegründende Weisheit das Gute selbst ist. Daraus ergibt sich für die Trinitätslehre, dass Gott Allmacht (Vater), Weisheit (Sohn) und Güte (Heiliger Geist) sei. Jedoch ist der Glaube an das Mysterium der Menschwerdung für das Heil unabdingbar. So seien die geometrischen Strukturen der Welt Ausdruck der Güte Gottes, die höher ist als die menschliche Vernunft.
In Dialogus inter Philosophum, Iudaeum et Christianum lässt Abaelard einen Philosophen, einen Juden und einen Christen miteinander über Fragen der Metaphysik und Theologie diskutieren. Abaelard geht von einem Kern der Vernunft aus, der allen Völkern und monotheistischen Religionen (Judentum, Christentum und Islam) gemeinsam sei. Dabei zeige sich, dass in jeder Lehre Wahrheit zu finden sei und es darauf ankommt, diese Wahrheit zu finden; denn alle Wahrheit ist auf göttliche Weisheit zurückzuführen. Damit eröffnete Abaelard den Dialog der Religionen, auch wenn er sicherlich vor Augen hatte, auf diese Weise sowohl heidnische Philosophen als auch Juden durch die christliche Wahrheit zu bekehren.

## Wirkung
Aufgrund seines konfliktreichen Lebens war er zu Lebzeiten weithin berühmt und teilweise berüchtigt. Schüler von Abaelard waren unter anderen Johannes von Salisbury und Otto von Freising, die ihn in ihren Werken jeweils erwähnen. Im folgenden Jahrhundert wurde er kaum noch zitiert, auch wenn seine Nachwirkungen in der scholastischen Methode, wie sie bei Petrus Lombardus oder perfektioniert bei Thomas von Aquin zu finden ist, deutlich sind. In Lombardus’ Sentenzen kann man sogar nachweisen, dass Abschnitte aus Abaelards Theologia summi boni stammen, wie sich bei Lombardus auch die Umschreibung der Trinität mit Macht, Weisheit und Liebe findet. Ursache für das Schweigen über Abaelard mag die Verurteilung von Sens gewesen sein.
Man kann Abaelard als einen der Begründer der Pariser Universität betrachten. Die für seine Zeit absolut unübliche Herausstellung des Subjektes, die Betonung der Vernunft sowie vor allem das Motiv des Zweifels als Weg zur Wahrheit nehmen in gewisser Hinsicht Descartes schon vorweg. Erst im 19. Jahrhundert begann man seine Werke zu entdecken; heute gilt er neben Anselm von Canterbury als zweiter großer Philosoph des 12. Jahrhunderts.

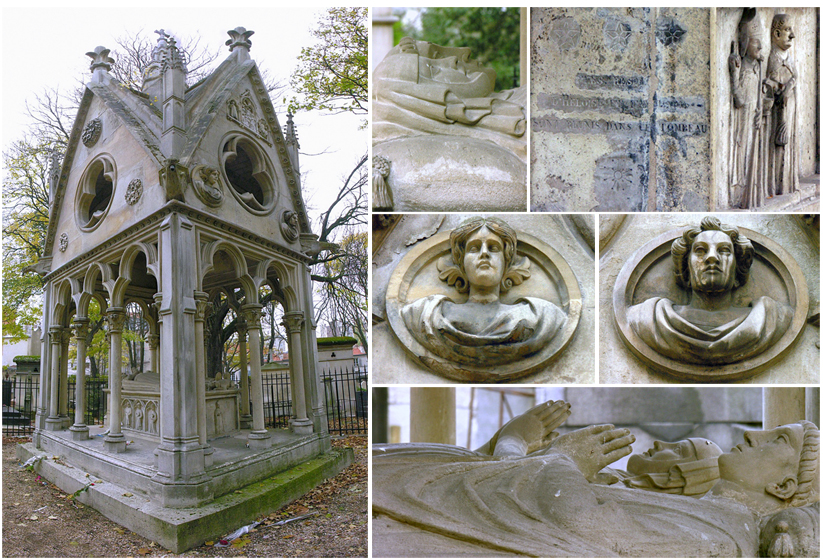
Grabmal auf dem Friedhof Père-Lachaise

## Sonstiges
Zur Liebesbeziehung Abaelards und Heloisas gibt es Hunderte von literarischen Darstellungen, darunter von Rousseau La nouvelle Héloïse (1761). D. H. Lawrence’ Roman Lady Chatterley's Lover (1928) greift Motive der Geschichte auf und verweist im Text selbst auf die Liebesgeschichte von Abélard und Heloise, sowie auf den Roman de la rose. Auch Luise Rinser hat in ihrem Roman Abaelards Liebe Peter Abaelard und Heloisa ein Denkmal gesetzt.
Im Jahr 1988 wurde die Geschichte verfilmt. Der deutsche Titel des Films ist Zeit der Dunkelheit.
Das Liebespaar spielt auch in den Fabelmachtchroniken der deutschen Autorin Kathrin Lange eine zentrale Rolle.

## Werke
- Logica Ingredientibus
- Logica Nostrorum Petitioni Sociorum
- Dialectica
- Theologia Summi Boni. De unitate et trinitate divina
- Theologia Christiani
- Introductio ad theologiam
- Dialogus inter Philosophum, Judaeum et Christianum. Hrsg. v. Rudolf Thomas. Frommann-Holzboog, Stuttgart-Bad Cannstatt 1970
- Petri Abaelardi epitome theologiae christianae. Hrsg. Frid. Henr. Rheinwald. Friedrich August Herbig, Berlin 1835 Digitalisat
- Expositio in Hexameron
- Expositio in epistolam ad Romanos (dt. von Rolf Peppermüller, Herder, Freiburg 2000)
- Sic et Non (Neuausgabe, Minerva, Frankfurt 1981, ISBN 978-3-8102-0001-3)
- Ethica seu scito se ipsum
- Historia calamitatum mearum (dt. von Eberhard Brost, in: Die Leidensgeschichte und der Briefwechsel mit Heloisa, Neuausgabe mit einem Nachwort von Walter Berschin, Lambert Schneider, Heidelberg 1979)
- Planctus. Consolatoria, Confessio fidei, Hrsg. Massimo Sannelli, La Finestra editrice, Lavis 2013, ISBN 978-88-95925-47-9.

Werkausgabe
- Bernhard Geyer (Hrsg.): Peter Abaelards philosophische Schriften. Aschendorff, Münster (Erstausgabe 1919–1933)

 Weitere Ausgaben 
- Petri Abaelardi Opera theologica. Brepols, Turnhout 1969ff. (bisher 5 Bde., zuletzt 2004)
- Petri Abaelardi Glossae super Petri Hermeneias, quas ediderunt Klaus Jacobi et Christian Strub. Corpus Christianorum Continuatio Mediaevalis 206. Turnhout 2010
- Theologia summi boni. Tractatus de unitate et trinitate divina. Lateinisch – deutsch. Übersetzt, mit Einleitung und Anmerkungen hrsg. von Ursula Niggli. 3. Auflage. Meiner, Hamburg 1997, ISBN 3-7873-1310-9.
- Gespräch eines Philosophen, eines Juden und eines Christen. Lateinisch und deutsch. Hrsg. und übertragen von Hans-Wolfgang Krautz. 2. Auflage. Insel, Frankfurt am Main u. a. 1996, ISBN 3-458-16728-5.
- Die Ethica des Peter Abaelard. Übersetzung, Hinführung und Deutung. Übersetzung und Kommentar von Alexander Schroeter-Reinhard. Universitäts-Verlag, Freiburg/Schweiz 1999, ISBN 3-7278-1215-X.
- Der Briefwechsel mit Heloisa. Übersetzt und hrsg. von Hans-Wolfgang Krautz. Reclam, Stuttgart 2001, ISBN 3-15-003288-1.
- Die Leidensgeschichte und der Briefwechsel mit Heloisa. Übersetzt und hrsg. von Eberhard Brost. WBG, Darmstadt 2004, ISBN 3-534-18077-1.

### Sekundärliteratur
- Friedrich Wilhelm Bautz: Abaelard, Peter. In: Biographisch-Bibliographisches Kirchenlexikon (BBKL). Band 1, Bautz, Hamm 1975. 2., unveränderte Auflage. Hamm 1990, ISBN 3-88309-013-1, Sp. 2-4 (Artikel/Artikelanfang im Internet-Archive).
- Jeffrey E. Brower, Kevin Guilfoy (Hrsg.): The Cambridge companion to Abelard. Cambridge University Press, Cambridge u. a. 2004, ISBN 0-521-77596-5.
- Michael Clanchy: Abaelard. Ein mittelalterliches Leben. Primus, Darmstadt 2000, ISBN 3-89678-214-2 (Originalausgabe: Michael Clanchy: Abelard: A Medieval Life. Blackwell, Oxford & Malden, Mass. 1997).
- Donald E. Ericson: Abelard and Heloise: Their Lives, Their Love, Their Letters. Bennett-Edwards, New York 1990.
- Stephan Ernst: Petrus Abaelardus. Aschendorff, Münster 2003, ISBN 3-402-04631-8.
- Claude J. Fouillade: Abélard and Héloïse. In: Gaëtan Brulotte (Hrsg.), John Phillips: Encyclopedia of Erotic Literature. Routledge, New York (NY) u. a. 2006, ISBN 1-57958-441-1, S. 1f.
- Mariateresa Fumagalli: Heloise und Abaelard. Artemis und Winkler, Zürich 2001, ISBN 3-538-07121-7.
- Leif Grane: Peter Abaelard. Philosophie und Christentum im Mittelalter. Vandenhoeck & Ruprecht, Göttingen 1969.
- Regina Heyder: Auctoritas scripturae. Schriftauslegung und Theologieverständnis Peter Abaelards unter besonderer Berücksichtigung der ‚Expositio in Hexaemeron’. Aschendorff, Münster 2010, ISBN 978-3-402-10283-1.
- David Edward Luscombe: The School of Peter Abelard. Cambridge University Press, Cambridge 1969.
- David Edward Luscombe: Peter Abelard. In: Encyclopædia Britannica, 1999.
- John Marenbon: The Philosophy of Peter Abelard. Cambridge University Press, Cambridge 1997, ISBN 0-521-55397-0.
- Ursula Niggli (Hrsg.): Peter Abaelard. Leben – Werk – Wirkung. Herder, Freiburg u. a. 2003, ISBN 3-451-28172-4.
- Rolf Peppermüller: Abaelard, Petrus. In: Theologische Realenzyklopädie (TRE). Band 1, de Gruyter, Berlin / New York 1977, ISBN 3-11-006944-X, S. 7–17.
- Matthias Perkams: Liebe als Zentralbegriff der Ethik nach Peter Abaelard. Aschendorff, Münster 2001, ISBN 3-402-04009-3. (Beiträge zur Geschichte der Philosophie und Theologie des Mittelalters NF 58)
- Régine Pernoud: Heloise und Abaelard. Ein Frauenschicksal im Mittelalter. 4. Auflage. Dtv, München 2000, ISBN 3-423-30394-8.
- Michael Seewald: Verisimilitudo. Die epistemologischen Voraussetzungen der Gotteslehre Peter Abaelards. 2012, ISBN 978-3-05-005660-9.
- Barbara Stühlmeyer: Pierre Abaelard: Planctus virginum Israel super filia Jephte Galadite. In: Karfunkel Codex Nr. 3, 2005, S. 128–132 ISSN 0944-2677
- Barbara Stühlmeyer: Die Kompositionen des Petrus Abaelard. In: Die Gesänge der Hildegard von Bingen. Olms, Hildesheim 2003, ISBN 3-487-11845-9, S. 266–293.
- Rudolf Thomas (Hrsg.): Petrus Abaelardus. Person, Werk und Wirkung. Paulinus, Trier 1980, ISBN 3-7902-0041-7.
- Wilhelm de Vries: Abaelard. In: Höfer/Rahner (Hrsg.): Lexikon für Theologie und Kirche (LThK). Band 1, 2. Auflage, Herder, Freiburg 1957 (Sonderausgabe 1986), Sp. 5 f. (Lexikonartikel m. w. N.)
- Philosophisches Wörterbuch. Begründet von Heinrich Schmidt. 1912. Neu bearbeitet von Martin Gessmann, 23., vollständig neu bearbeitete Auflage, Kröner Verlag Stuttgart, 2009 (= Kröners Taschenausgabe. Band 13), ISBN 978-3-520-01323-1, S. 1.
- Marian Weiß: Die mittelalterliche Goiardendichtung und ihr historischer Kontext: Komik im Kosmos der Kathedralschulen Nordfrankreichs. Inaugural-Dissertation zur Erlangung des Doktorgrades der Philosophie des Fachbereichs 04 der Justus-Liebig-Universität Gießen anno 2018, bes. S. 48–55. http://geb.uni-giessen.de/geb/volltexte/2018/13626/pdf/WeissMarian_2018_06_13.pdf Abgerufen am 23. März 2023.
- Meyrick H. Carré: Realists and Nominalists, Oxford University Press, 1946, S. 32–65

### Belletristik
- George Moore: Heloise and Abelard. William Henemann Ltd, London 1925.
- Luise Rinser: Abaelards Liebe. Roman. Fischer, Frankfurt am Main 1991, ISBN 3-10-066043-9.
- Christian Zitzl, Klaus U. Dürr, Reinhard Heydenreich (Hrsg.): Abaelard und Héloise. Die Tragik einer großen Liebe.(deutsch / latein). Buchner, Bamberg 2007, ISBN 978-3-7661-5738-6.